# Xã Richmond, Quận Burleigh, Bắc Dakota
Xã Richmond (tiếng Anh: Richmond Township) là một xã thuộc quận Burleigh, tiểu bang Bắc Dakota, Hoa Kỳ. Năm 2010, dân số của xã này là 33 người.